# Армянская епархия Бандырмы
Пандермская епархия Константинопольского патриархата Армянской Апостольской церкви (арм. Հայ Առաքելական եկեղեցու Կոնստանդնուպոլսի պատրիարքության Պանդերմայի թեմ) — упразднённая архиепископская епархия Армянской Апостольской церкви в составе Константинопольского патриархата ААЦ с центром в городе Пандерме (современный турецкое название города — Бандырма).

## История
В 1911 году в юрисдикцию Пандермской епархии входила территория Карассийского санджака Османской империи.
По данным на 1911 год количество верующих данной епархии Армянской Апостольской церкви — 7.000, число общин — 7, а также последователей Армянской Католической церкви на территории данной епархии — 500.
Епархия имела 8 церквей.